# Лавис
Лавис (итал. Lavis) — коммуна в Италии, располагается в провинции Тренто области Трентино-Альто-Адидже.
Население составляет 8123 человека (на 2004 г.), плотность населения составляет 633 чел./км². Занимает площадь 12 км². Почтовый индекс — 38015. Телефонный код — 0461.
Покровителем коммуны почитается святой Ульрих Аугсбургский. Праздник ежегодно празднуется 8 сентября.